# Jorge Coulón
Jorge Coulón Larrañaga (Temuco, 21 novembre 1947) è un musicista e politico cileno.
È un membro degli Inti-Illimani, ed è specializzato nel suonare la chitarra e altri strumenti a corde.

## Biografia
Cominciò a fare musica sin da piccolo: a 8 anni lui e il cugino cantavano ranchere messicane. Influenza importante fu anche quella dello zio materno Fauno. Nel 1965 Jorge Coulón, lo zio Fauno, Max Berrú e Oddo Willy formarono il gruppo Los Nubarrones. Dal 1967 fa parte degli Inti-Illimani, di cui è rimasto attualmente l'unico componente originale nella formazione che porta questo nome dopo la separazione, avvenuta nel 2004, che ha portato alla nascita della formazione Inti-Illimani Histórico, nel quale sono affluiti i fuoriusciti dalla prima. È stato due volte consigliere e deputato di Valparaíso.

## Libri
- Inti-Illimani. Canti di lotta, d'amore e di lavoro, Roma, Newton Compton, 1977